# Паландулумп
Па́ландулумп (ест. Palandulump) — природне озеро в Естонії, у волості Вастселійна повіту Вирумаа.

## Розташування
Паландулумп належить до Чудського суббасейну Східноестонського басейну.
Озеро лежить на околиці села Кюлаору.

## Опис
Загальна площа озера становить 0,5 га. Довжина берегової лінії — 351 м.